# 実写

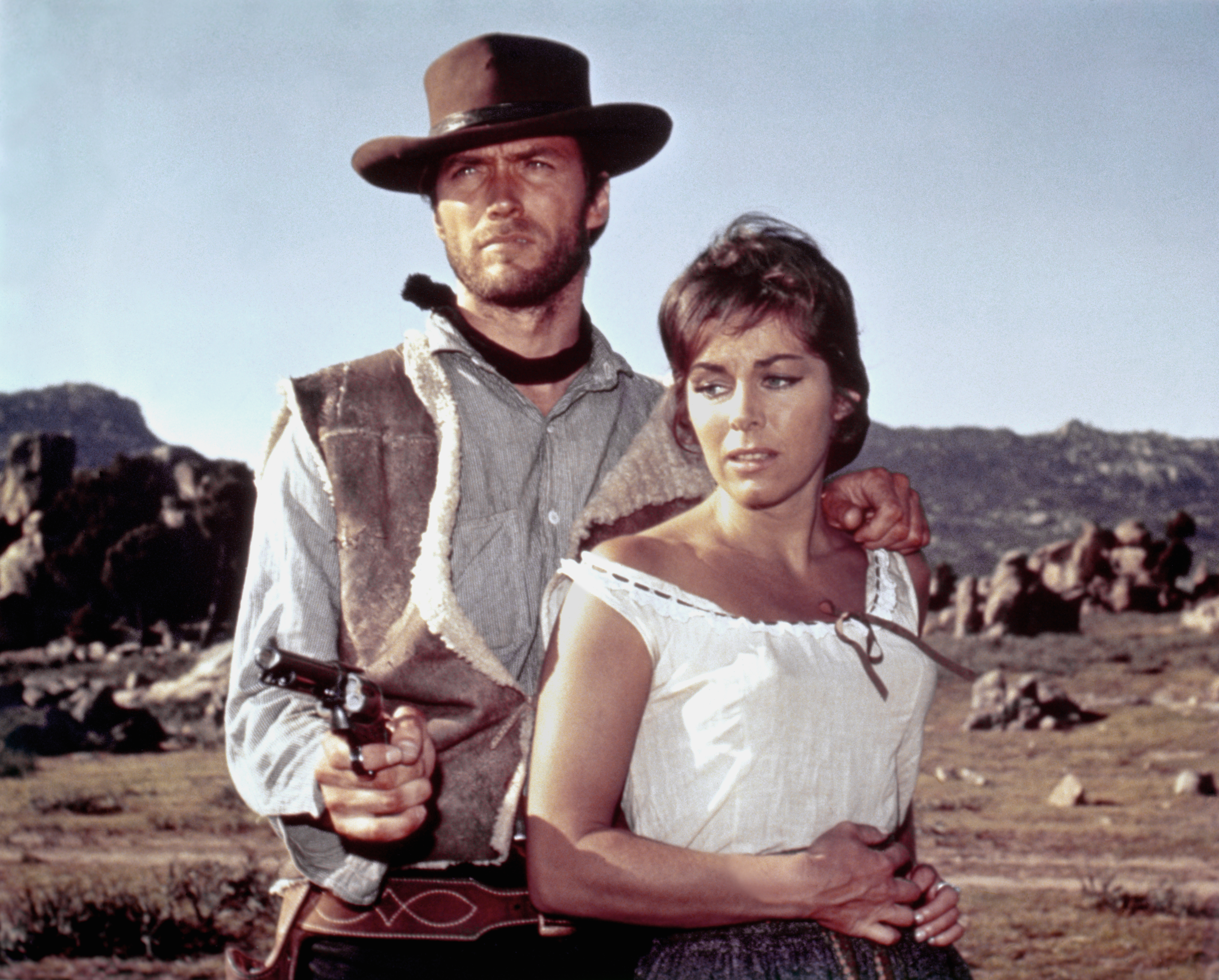
実写映画では、写真術を使用して、現実世界を描写する。『荒野の用心棒』、1964年

実写（じっしゃ）とは、本来は実況や実景など、あるがままの様子を文章や絵で表現、またフィルムなどに写しとることであり、記録映画を指す言葉である。
他方、アニメーションやCGなどの映像に対し、実際に撮影されたコンピューター生成画像映像を指す言葉としても使われており、本記事ではその意味として解説する。

## 概要
主に、アニメ作品や架空の物語などを実際に映像などの方式で撮影されることを指す。
映画作品やアニメ作品等の「実写版」として公開されるのが最も一般的で、実際に撮影されることで現実に近づけることができる。ほとんどの場合、俳優などが演じる実写映画の作品があるが、ドラマ作品等とは違い、仮想の作品を実際に演じるものであって、ドラマ作品のようにストーリーを作り、そのまま撮影するものとは違うと定義されることが多い。

## 実写とアニメ
アニメ監督の押井守が監督した実写映画『アヴァロン』について、彼は「実写素材を使用して作ったアニメーションである」と主張している。実写で撮影しても、コマ抜きやスローモーションなどでタイミングを変えるとアニメーションとも呼べるという見解もあり、この言葉の定義は今後変わることも予想される。
ただし、アニメーション自体が元々特殊技術のひとつの形でしかないため、実写素材を使ったアニメーションは単に特撮＝SFXではないかという意見もある。
押井の見解は、アニメおよび実写という呼び方が技法というよりはジャンルとして差別化するかたちで実際に撮影した映像を「実写」と分ける傾向が、日本ではことさらに強いことに起因すると考えられる（アメリカなどでは、アニメーションで人気が出たら実写メディアで映像化することはごく普通であり、そういった区別もさほど必要とされない模様）。
アニメと実写の両方を兼任した監督として、アニメ漫画業界側からは庵野秀明、押井守、大友克洋、実写業界側からは鈴木清順などがいる。

### アダルトビデオ
週刊文春調べによると2020年1月1日から2022年6月までの期間内に発表された日本の映像作品で、アニメや漫画、小説などを原作として実写化した925作品中、AV作品は127本であった（原作は成人漫画など）。2022年時点で公認を得ての実写化はパロディ、オマージュ作品を抑え、一ジャンルとなっており、監督別本数をみても、テレビドラマ監督や映画監督を抑え、トップ2人はAV監督の名前が並んでいる。詳細はこちら。

## 参考資料
大塚英志、大澤信亮著『「ジャパニメーション」はなぜ敗れるか』（角川書店［角川oneテーマ］, 2005年）